# Julius Frandsen
Hans Julius Frandsen (17. juli 1859 i Dysted – 22. januar 1937) var gårdejer og politiker.
Frandsen var søn af gårdejer Niels Frandsen og hustru Maren f. Nansen. Han overtog en gård i Nørre Tvede 1882, sognerådsmedlem i Toksværd Sogn 1888-1900, sognerådsformand 1891-97, Folketingsmand (Venstrereformpartiet) for Næstvedkredsen 1897-1906, medlem af Landstinget 1908-28, i bestyrelsen for Den sjællandske Bondestands Sparekasse 1908-09, formand for Toksværd Andelsmejeri 1890-1900, bestyrelsesformand for Næstved Tidende.
Han var gift med Sofie Margrethe f. Jensen, f. 30. januar i Nørre Tvede.